# Ava Cantrell
Ava Cantrell es una actriz y bailarina estadounidense que protagonizó la película Abigail y apareció en Lights Out y la serie de Nickelodeon The Haunted Hathaways.

## Vida y carrera
Ava Cantrell ganó un Premio Young Artist en 2014 por su papel recurrente en The Haunted Hathaways. Ella interpreta a Brooklyn, el papel principal en la galardonada serie web Cam Girls de 2015.
En 2015 fue elegida como la Joven Diana en Lights Out, producida por James Wan y dirigida por David F. Sandberg. Cantrell también protagonizó la película de 2016 One Under the Sun junto a Pooja Batra y Gene Farber dirigida por Vincent Tran. Está involucrada en muchas organizaciones benéficas.
Cantrell también es una bailarina galardonada que compite entre 2007 y 2014 en los estilos de Ballet, Tap, Contemporáneo y teatro musical. Tiene un canal de YouTube que muestra estas actuaciones.
En 2023, Cantrell interpretó al personaje principal Abigail Cole en la película de terror Abigail.

## Filmografía

### Películas
| Año  | Título             | Papel              | Notas        |
| ---- | ------------------ | ------------------ | ------------ |
| 2010 | Pals               | Ally               | Cortometraje |
| 2012 | Cupcake            | Eva                | Cortometraje |
| 2012 | Expo               | Darla              | Cortometraje |
| 2012 | I Will Love        | Emma               |              |
| 2013 | Ten Thousand Hours | Sam                | Cortometraje |
| 2014 | Exit 13            | Alice              |              |
| 2014 | The Passing        | Rachel             | Cortometraje |
| 2014 | Above the 101      | Gabi               | Cortometraje |
| 2016 | One Under the Sun  | Amelia Voss        |              |
| 2016 | Lights Out         | Joven Diana Walter |              |
| 2019 | The Detention Boyz | Grapefruit         | Cortometraje |
| 2022 | 22                 | Natalie            | Cortometraje |
| 2023 | Abigail            | Abigail Cole       | [ 7 ]        |

### Televisión
| Año     | Título                | Papel       | Notas            |
| ------- | --------------------- | ----------- | ---------------- |
| 2018    | episode               | Molly       | 2 episodios      |
| 2015    | Not Safe for work     | Sunny Scout | Piloto de la NBC |
| 2015    | Cam Girls the series  | Brooklyn    | 2 episodios      |
| 2013–15 | The Haunted Hathaways | Penelope    | 4 episodios      |